# Adam Jerzy Czartoryski
Adam Jerzy, principe Czartoryski (Varsavia, 14 gennaio 1770 – Montfermeil, 15 luglio 1861), è stato un nobile, politico, scrittore e diplomatico polacco, fu molto conosciuto in Russia come ministro imperiale degli affari esteri.

## Biografia

### Infanzia
Czartoryski nacque a Varsavia, figlio del principe Adam Kazimierz Czartoryski e di Izabela Fleming (anche se esistono voci riguardo al fatto che in realtà Adam Jerzy fosse il frutto della liaison con l'ambasciatore russo in Polonia Nikolai Repnin). Dopo una rigorosa istruzione in famiglia con eminenti specialisti, principalmente francesi, si recò all'estero nel 1786.

### Viaggi
A Gotha Czartoryski udì Johann Wolfgang von Goethe recitare l'Ifigenia in Tauride e fece inoltre conoscenza di Johann Gottfried Herder e Christoph Martin Wieland.
Nel 1789 il principe visitò la Gran Bretagna con la madre e fu presente al processo di Warren Hastings. Durante una seconda visita nel 1793, strinse molte amicizie con l'artistocrazia britannica e studiò la costituzione del Paese.
Nel periodo tra questi viaggi egli combatté per la propria nazione nella guerra della seconda spartizione della Polonia e avrebbe addirittura servito la patria sotto Tadeusz Kościuszko, se non fosse stato arrestato mentre si recava a Bruxelles dal governo austriaco al servizio di Francesco II d'Asburgo-Lorena. Dopo la terza spartizione della Polonia, le tenute dei Czartoryski furono confiscate e nel maggio 1795 Adam e il fratello minore Costantino furono condotti a San Pietroburgo.

### Servizio in Russia
Nel 1795 ai due fratelli fu ordinato di prestare servizio alla Russia: Adam divenne ufficiale a cavallo e Costantino entrò nel corpo delle guardie. Caterina II di Russia rimase colpita dai due giovani, tanto che restituì parte delle loro terre e all'inizio del 1796 li nominò gentiluomini di corte. Adam aveva già incontrato il granduca Alessandro a un ballo dalla principessa Golicyna e i due manifestarono subito affinità intellettuale reciproca. All'ascesa al trono di Paolo I, Czartoryski fu nominato aiutante di Alessandro, ora zarevic, e gli fu permesso di rivedere le proprie tenute polacche per un periodo di tre mesi. All'epoca la corte russa era relativamente progressista, dato che filantropi come Pëtr Michajlovič Volkonskij e Nikolaj Nikolaevič Novosil'cev avevano grande influenza sulla società.

### Carriera diplomatica
Durante il regno di Paolo, Czartoryski godette della fiducia dell'imperatore e ne fu amico intimo; nel 1798 fu da questi nominato ambasciatore presso la corte di Carlo Emanuele IV di Savoia. Giunto in Italia, Czartoryski scoprì che il monarca presso il quale era stato accreditato era in realtà un re senza regno, pertanto la sua prima missione diplomatica fu un viaggio attraverso la penisola fino a Napoli, l'apprendimento della lingua italiana e un'attenta esplorazione dei reperti antichi di Roma.
Nella primavera del 1801 il nuovo zar Alessandro I lo richiamò a San Pietroburgo. Czartoryski osservò che il monarca era ancora tormentato dall'assassinio del padre e che egli non faceva altro che discutere di religione e di politica tra pochi amici stretti. A tutte le rimostranze, l'imperatore rispondeva: "Ci sarà tempo". Il senato condusse gran parte della politica; Pëtr Vasil'evič Zavadovskij, allievo dei gesuiti, fu ministro dell'istruzione.

### Ministro degli Esteride facto
Il 3 aprile 1803 Alessandro nominò Czartoryski responsabile dell'accademia di Vilna, che avrebbe potuto plasmare per applicare le proprie avanzate idee. Egli, tuttavia, non riuscì a occuparsi più di tanto dell'istruzione, poiché dall'inizio del 1804, in aggiunta agli affari esteri, ebbe il controllo di fatto della diplomazia russa. Il suo primo atto fu quello di protestare energicamente contro l'assassinio di Luigi Antonio di Borbone-Condé, avvenuto il 20 marzo 1804, e di insistere sull'immediata dipartita dal governo rivoluzionario di Francia, sotto il controllo di Napoleone Bonaparte.
Il 7 giugno il ministro francese Gabriel Marie Joseph, conte d'Hédouville lasciò San Pietroburgo e l'11 agosto fu inviata al ministro russo a Londra una nota dettata da Czartoryski ad Alessandro che premeva per la formazione di una coalizione antifrancese. Fu Czartoryski che creò la convenzione del 6 novembre 1804, in cui la Russia acconsentì a schierare in campo 115.000 uomini contro Napoleone, seguita dall'Austria con 235.000 soldati.
Infine, nell'aprile 1805 firmò un'alleanza offensivo-difensiva con il Regno Unito di Gran Bretagna e Irlanda di Giorgio III, ma il suo atto ministeriale più notevole fu un memoriale scritto nel 1805, che mirava alla trasformazione dell'intera mappa d'Europa: in breve, secondo i suoi piani l'Austria e la Prussia dovevano spartirsi la Germania; la Russia doveva acquisire il controllo dei Dardanelli, del mar di Marmara, del Bosforo con Costantinopoli e Corfù; l'Austria doveva avere la Bosnia, la Valacchia e Ragusa; il Montenegro, unito a Mostar e alle Isole Ionie doveva divenire uno stato indipendente; il Regno Unito e la Russia dovevano mantenere unitamente l'equilibrio del mondo. In cambio dell'acquisizione della Germania, Prussia e Russia dovevano acconsentire all'erezione di uno stato polacco autonomo, che si sarebbe dovuto estendere da Danzica fino alle sorgenti della Vistola, sotto la protezione della Russia. Il progetto fu realizzato in parte in tempi più recenti e rappresentò la migliore garanzia per l'esistenza di una Polonia indipendente. Nel frattempo, però, l'Austria giunse a un accordo con l'Inghilterra e la guerra era già incominciata.

### Ministro capo
Nel 1805 Czartoryski accompagnò Alessandro sia a Berlino sia a Olmütz come ministro capo. Considerava la visita a Berlino un errore, a causa del suo profondo disprezzo per la Prussia; lo zar ignorò tuttavia le sue rimostranze e nel febbraio 1807 il principe perse la fiducia dell'imperatore e fu sostituito da Andrej Jakovlevič Budberg.
Pur non essendo più ministro, Czartoryski rimase amico di Alessandro e nel 1810 l'imperatore ammise che la sua politica del 1805 fu un errore e che non aveva saputo sfruttare al meglio le circostanze.
Nello stesso anno l'ex ministro lasciò San Pietroburgo per sempre, ma rimase in ottimi rapporti con lo zar. I due amici si rincontrarono a Kalisz poco prima della firma dell'alleanza russo-prussiana del 20 febbraio 1813 e Czartoryski visitò la suite imperiale a Parigi nel 1814, per prestare servizio al sovrano al congresso di Vienna.

### Matrimonio
Nel 1817 il principe sposò Anna Zofia Sapieha e il matrimonio portò a un duello con il rivale Ludwik Pac.

### Fine della carriera
Secondo le aspettative Czartoryski, il quale più di chiunque altro aveva spianato la strada al Regno del Congresso e ideato la costituzione del regno di Polonia, ne sarebbe divenuto il primo namestnik, ma egli si accontentò del titolo di senatore-palatino e di prendere parte al governo.
Alla morte del padre nel 1823 si ritirò nel castello degli antenati presso Puławy, la rivolta del 1830 lo riportò tuttavia alla vita pubblica. Come presidente del governo provvisorio convocò il 18 dicembre 1830 la dieta del 1831 e al termine della dittatura di Józef Chłopicki fu eletto il 30 gennaio 1831 capo del consiglio supremo (governo nazionale polacco) con 121 su voti 138.
Il 6 settembre 1831 la sua disapprovazione dei disordini popolari a Varsavia gli fece lasciare il governo, dopo aver sacrificato metà del proprio patrimonio per la causa nazionale. Il 23 agosto Czartoryski si arruolò nell'esercito di Gerolamo Ramorino come volontario e in seguito formò una confederazione dei tre distretti meridionali di Kalisz, Sandomierz e Cracovia. Alla fine della guerra, quando la rivolta fu sedata dai russi, fu condannato alla pena di morte, anche se poi la sentenza fu subito mutata in esilio.

### Proposta di federazione
Tra le rivolte di novembre e di gennaio, nel 1831-1861, il principe Czartoryski sostenne l'idea della resurrezione della Confederazione polacco-lituana, con princìpi di federazione.
Lo statista visionario ed ex amico, confidente e de facto ministro degli esteri dello zar di Russia Alessandro I agì da "re senza corona e ministro degli esteri non ufficiale" di una Polonia non esistente.
Era stato deluso nelle speranze che al congresso di Vienna aveva riposto in Alessandro e aveva pertanto raccolto i propri studi e pensiero in un'opera, completata nel 1827, ma pubblicata solo nel 1830: Essai sur la diplomatie (Saggio sulla diplomazia); essa, secondo lo storico Marian Kamil Dziewanowski, è indispensabile per comprendere le numerose attività del principe condotte nella capitale francese mentre assisteva alla rivolta polacca di novembre. Czartoryski desiderava fermamente trovare un posto alla Polonia nell'Europa dell'epoca, cercò di rendere gli europei occidentali partecipi alle avventure di una nazione senza stato che egli riteneva indispensabile per la geopolitica europea.
Seguendo il motto polacco Per la vostra e la nostra libertà, Czartoryski connesse gli sforzi per l'indipendenza della Polonia con movimenti analoghi di altre nazioni soggiogate dell'Europa e nell'est fino al Caucaso. Grazie alla sua iniziativa privata e alla sua generosità, gli esuli della sua nazione soggiogata condussero una politica estera spesso su scala più ampia di quella della vecchia Confederazione polacco-lituana indipendente.
Di particolare interesse sono le osservazioni di Czartoryski nel suo saggio sul ruolo della Russia nel mondo: ««Avendo esteso il suo dominio a sud ed es, ed essendo per natura irraggiungibile da est e nord, la Russia diventa unafontee di costante terrore per l'Europa». Sostenne che sarebbe stato nell'interesse della Russia, invece, circondarsi di amici piuttosto che da schiavi. Il principe identificò anche un possibile pericolo proveniente dalla Prussia e premette per l'incorporazione della Prussia orientale nella Polonia rinata.
Più di tutto, comunque, egli aspirò a ricostituire, con il sostegno francese, britannico e turco, una Confederazione polacco-lituana federata con i cechi, gli slovacchi, gli ungheresi, i rumeni e tutti gli slavi meridionali della futura Jugoslavia. Nella sua visione la Polonia avrebbe potuto mediare i conflitti dell'Ungheria con gli slavi e con la Romania.
Il piano di Czartoryski apparve realizzabile durante il periodo delle rivoluzioni del 1848, ma si fermò per mancanza del sostegno occidentale, per l'intransigenza ungherese verso cechi, slovacchi e rumeni e per la nascita del nazionalismo tedesco. "Ciononostante", conclude Dziewanowski, "lo sforzo del principe costituisce un collegamento vitale tra il prototipo federativo jagellonico del XVI secolo e il programma federativo prometeista di Józef Piłsudski, che seguì la prima guerra mondiale."

### Ultimi anni e morte
Emigrò in Francia, dove risiedette all'Hôtel Lambert di Parigi e fu una figura politica di spicco tra gli esuli polacchi, a capo della fazione politica che prese il nome di Hotel Lambert.
Morì nella sua residenza di campagna a Montfermeil, presso Meaux, il 15 luglio 1861. Lasciò due figli, Witold (1824-1865) e Władysław Czartoryski (1828-1894), e una figlia, Izabela, che nel 1857 sposò Jan Działyński.
Massone, fu uno dei candidati al posto di Gran Maestro della Gran Loggia di Lituania ("La Sincera Unione").

## Discendenza

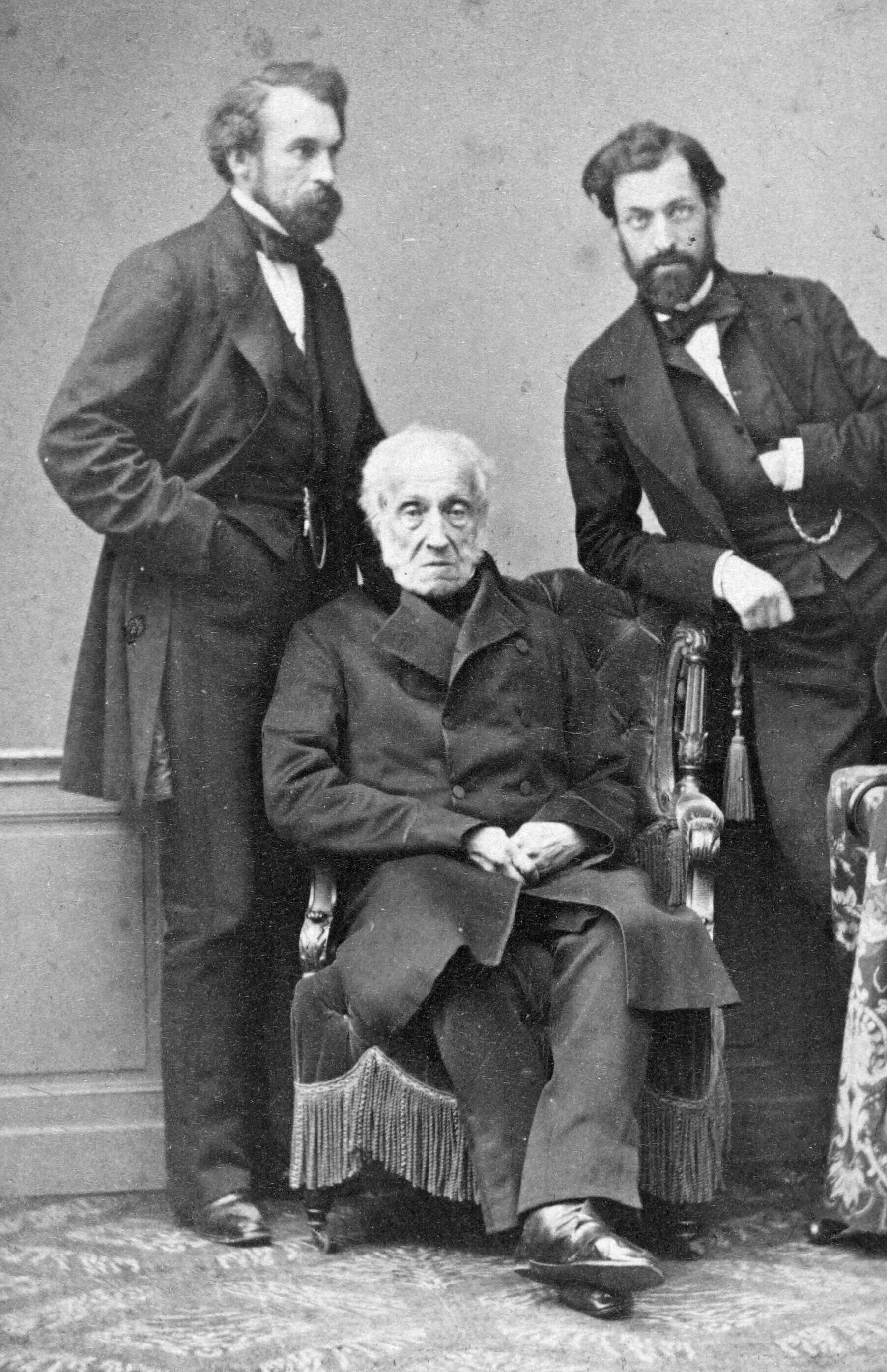
Adam Jerzy Czartoryski con i figli

Adam Jerzy e Anna Zofia Sapieha ebbero quattro figli:
- Witold Adam Czartoryski (1822-1865)
- Leon Jerzy Czartoryski (1825-1827)
- Władysław Czartoryski (1828-1894)
- Izabella Elżbieta Czartoryska (1832-1899), che sposò Jan Kanty Działyński

## Opere
Le opere principali di Czartoryski, come citato nell'Encyclopædia Britannica del 1911, sono Essai sur la diplomatie (Marsiglia, 1830); Life of J. U. Niemcewicz (Parigi, 1860); Alexander I. et Czartoryski: correspondence... et conversations (1801-1823) (Parigi, 1865); Memoires et correspondence avec Alex. I., con introduzione di C. de Mazade, 2 vol. (Parigi, 1887); una traduzione inglese, Memoirs of Czartoryski, &c., edito da A. Gielguch, con documenti relativi ai negoziati con Pitt, e conversazioni con Palmerston nel 1832 (2 vol, Londra, 1888).